# Chant solo
Un chant solo est un chant produit par une personne seule, relativement à d'autres chanteurs formant un chœur ou à une musique qui, le temps du chant, restent en arrière-plan par un accompagnement le mettant en valeur.

## Applications
Dans les chants de travail, un chanteur peut prendre une position de meneur en solo guidant la voix en refrain et les efforts de ses camarades en fonction des besoins. C'est particulièrement le cas dans certains chants à hisser où le solo réunit les haleurs au moment le plus propice dans leur effort de traction de la voile 